# Umkhonto we Sizwe

Bojová vlajka

Umkhonto we Sizwe (též MK, česky: „Kopí národa“), bylo aktivní vojenské křídlo Afrického národního kongresu (ANC), které spolupracovalo s jihoafrickou komunistickou stranou v boji proti vládě Jihoafrické republiky v době apartheidu. Nelson Mandela byl jedním ze zakladatelů této teroristické organizace a zároveň jejím důležitým členem. Organizace vznikla v reakci na masakr v Sharpeville a své první partyzánské útoky proti vládním zařízením dne 16. prosince 1961. Následně byla klasifikována jako teroristická organizace vládou Jihoafrické republiky a Spojených států a zakázána.